# Havasdombró
Havasdombró (Dumbrăvița de Codru), település Romániában, a Partiumban, Bihar megyében.

## Fekvése
A Béli-hegységben, Belényestől nyugatra, a Fekete-Körös bal partja közelében fekvő település.

## Története
Havasdombró, Havas-Dombrovica Dombravicza nevét 1692-ben említette először oklevél Dombrouicza néven.
1808-ban Dombrovicza (Havas-), Dumbravicza, 1888-ban Havas-Dombrovicza (Nagy-Dombrovicza), 1909-ben Havasdombrovicza néven írták.
Havasdombró a nagyváradi 1. sz. káptalan birtoka volt még a 20. század elején is.
1851-ben Fényes Elek írta a településről:
Havas-Dombrovicza, Bihar vármegyében, egy dombon, zordon
bérczes vidéken, 1056 óhitü lakossal, s anyatemplommal. Erdeje roppan; földe silány kavicsos; juhot, kecskét sokat tart. Birja a váradi deák káptalan.
1910-ben 1290 lakosából 13 magyar, 1276 román volt. Ebből 1274 görögkeleti ortodox volt.
A trianoni békeszerződés előtt Bihar vármegye Belényesi járásához tartozott.

## Nevezetességek
- Görög keleti temploma – a 19. század elején épült.